# Cendejas del Padrastro
Cendejas del Padrastro es un pueblo de la provincia de Guadalajara (España), perteneciente al municipio de Cendejas de Enmedio. Tiene una población de 27 habitantes (INE 2022).

## Historia
A mediados del siglo XIX, el lugar, por entonces con ayuntamiento propio, contaba con una población censada de 70 habitantes. La localidad aparece descrita en el sexto volumen del Diccionario geográfico-estadístico-histórico de España y sus posesiones de Ultramar de Pascual Madoz de la siguiente manera:

CENDEJAS DEL PADRASTRO: I. con ayunt. en la prov. de Guadalajara (7 1 2 leg.), part. jud. y dióc. de Sigüenza (4), aud. terr. de Madrid (18), c. g. de Castilla la Nueva : sit. en una llanura de un cerro , y combatido de los vientos N. y SO., con clima templado ; las enfermedades mas comunes son las agudas. Tiene 22 casas, la de ayunt., escuela de instruccion primaria , concurrida por 4 alumnos, á cargo de un maestro dotado con 8 celemines de trigo; y una igl. parr. (Santiago Apóstol), servida por un cura y un sacristan. Confína el térm. N. Torremocha de las Monjas ; E. Cendejas de la Torre ; S. Cendejas de Enmedio , y O. Jirueque ; dentro de él se encuentra una fuente de aguas salitrosas, y una ermita (Ntra. Sra. de Valbuena). El terreno es de buena calidad , y comprende  una deh. poblada de roble hacia el N., y un chaparral al NE. caminos : los locales en buen estado. correo: se recibe y despacha tres veces á la semana en la estafeta de Jadraque. prod.: trigo, centeno, cebada, avena, garbanzos, judias y vino; cria ganado lanar churro y vacuno; caza de toda clase. ind.: la agrícola. comercio: esportacion del sobrante de frutos y ganado, é importacion de los art. que faltan. pobl.: 20 vec., 70 alm. cap. prod.: 270,390 rs. imp.: 24,353. contr.: 1,601. presupuesto municipal: 590, se cubren con los fondos de propios y reparto vecinal.
(Madoz, 1847, p. 307)

## Patrimonio
En su término se encuentra la ermita de la Virgen de Valbuena, en la que se celebra todos los años el último fin de semana de mayo una romería llamada popularmente "Letanías".

## Fiestas
En Cendejas del Padrastro hay dos fiestas patronales, las de Santiago Apóstol, 25 de julio y la del 8 de septiembre, que son las fiestas de la Virgen. En los últimos años, las fiestas de julio se han convertido en muy populares en toda la zona y acuden de todos los lugares a disfrutar de las animadas noches de este pueblo.